# Marinus Kok
Marinus Kok (ur. 1916 w Lejdzie, zm. 1999) – starokatolicki arcybiskup Utrechtu, zwierzchnik Kościoła Starokatolickiego w Holandii w latach 1970–1982, były przewodniczący Unii Utrechckiej Kościołów Starokatolickich i Międzynarodowej Konferencji Biskupów Starokatolickich.
Marinus Kok ukończył w 1941 teologię w Seminarium w Amersfoort, w tym też roku uzyskał święcenia kapłańskie. Od 1945 r. był proboszczem w Arnheim, Amersfoort i Gravenhage. W roku 1969 został wybrany Koadiutorem Arcybiskupa. Od listopada 1970 do 31 grudnia 1981 roku był Arcybiskupem Utrechtu.
W 1994 otrzymał tytuł doktora honoris causa Chrześcijańskiej Akademii Teologicznej w Warszawie.